# Media Oriented Systems Transport
Media Oriented Systems Transport（MOST）は、自動車などの輸送機械で、マルチメディア装置間を接続するために策定されたコンピュータネットワーク規格である。TDMA(Time Division Multiple Access)がベースとなっている。従来の車載バス規格と異なり光ファイバーを使っているため、遥かに高速なデータ転送を実現している。
MOST規格には、OSI参照モデルの全7層に対応する仕様が定義されている。トポロジーはリング状が一般的だが、スター状や二重リング状の構成もある。最大64個のデバイスを相互接続する。各デバイスはプラグアンドプレイで容易に着脱可能である。タイミングマスタ (Timing Master) と呼ばれるノードが継続的にデータフレームをフィードし、データのゲートとして機能する。総帯域幅（ストリーミングとそれ以外を含む）は約23Mボーである。
MOST は、業界の標準化団体 MOST Cooperation が策定した。参加企業は自動車製造業者（フォード・モーター、BMW、ダイムラー、ゼネラルモーターズ）、自動車向けの電子機器製造業者（インフィニオン・テクノロジーズ、Delphi E&S、デンソー）、AV機器製造業者（ソニー、フィリップス、リン、モトローラ）などである。
SMSC、MediaLB、MOST は SMSC（スタンダードマイクロシステムズ）の登録商標である。MOST Cooperation は、この規格を使用するにあたって料金を徴収していない。